# Боско (Виченца)
Боско је насеље у Италији у округу Виченца, региону Венето.
Према процени из 2011. у насељу је живело 218 становника. Насеље се налази на надморској висини од 1070 м.